# Я, Эрл и умирающая девушка
«Я, Эрл и умирающая девушка» (англ. Me and Earl and the Dying Girl) — американский трагикомедийный фильм режиссёра Альфонсо Гомес-Рехона, вышедший на экраны в 2015 году. Сценарий был написан Джесси Эндрюсом и основан на его одноимённом романе 2012 года. Премьера состоялась на кинофестивале «Сандэнс» 2015 года. Фильм вышел в ограниченный прокат в США 12 июня 2015 года.

## Сюжет
Подросток Грег Гейнс учится в старших классах школы, при этом в социальной среде он предпочитает быть незаметным и не ассоциироваться с какой-либо социальной группой. У него есть друг Эрл, с которым они снимают короткометражные пародии известных фильмов. Он узнаёт, что Рэйчел, одной из учениц школы, с которой он дружил в детстве, диагностировали лейкемию. Его мать, узнав об этом, требует от Грега, чтобы он возобновил дружбу с ней в трудную минуту. Хотя никто из них особо не нуждается в этой дружбе, Грегу удаётся заинтересовать Рэйчел, и они начинают проводить вместе время.
Грег знакомит Рэйчел с Эрлом, и тот убеждает его показать ей их коллекцию фильмов. Болезнь Рэйчел прогрессирует, и она начинает проходить курс химиотерапии. Узнав о том, что они снимают новую короткометражку, школьная подруга Грега Мэдисон убеждает его снять фильм, посвященный Рэйчел. Грег начинает тратить больше времени на съёмки фильма и забрасывает учёбу. В это время Рэйчел, считая, что химиотерапия приносит больше вреда, чем пользы, отказывается от лечения. Грег, узнав об этом, ругается с Рэйчел, после чего встречается с Эрлом, которого винит в испортившихся с Рэйчел отношениях. Эрл, в свою очередь, обвиняет Грега в том, что он не может сделать добрый поступок, пока кто-нибудь его не заставит. В это же время Грег узнаёт, что из-за ухудшившихся оценок он может не попасть в колледж.
Некоторое время спустя мать Грега сообщает ему, что Рэйчел поместили в хоспис, поскольку её самочувствие значительно ухудшилось. Узнав об этом, Мэдисон приглашает Грега на выпускной вечер. Тем не менее, в день выпускного вечера Грег надевает смокинг и, вместо того, чтобы забирать Мэдисон, отправляется в госпиталь к Рэйчел. Он показывает ей фильм, сделанный для неё, который доводит девушку до слёз. Сразу же после этого она впадает в кому и через несколько часов умирает.
На похоронах Рэйчел Грег мирится с Эрлом, после чего прокрадывается в её комнату. Там он находит открытку, где Рэйчел пишет Грегу о том, что она отправила письмо в колледж, в котором объяснила, что он пропускал школу из-за неё.

## В ролях
- Томас Манн — Грег Гейнс
- Оливия Кук — Рэйчел Кушнер
- Рональд Сайлер — Эрл
- Кэтрин Хьюз — Мэдисон
- Молли Шэннон — Дениз, мать Рэйчел
- Джон Бернтал — учитель истории Маккарти
- Ник Офферман — отец Грега
- Конни Бриттон — мать Грега

## Восприятие
Фильм получил положительные оценки критиков. На сайте Rotten Tomatoes фильм на основе 160 рецензий имеет рейтинг 81 % со средним баллом 7,6 из 10.

## Награды и номинации
- 2015 — Гран-при жюри и приз зрительских симпатий в категории «драма» на кинофестивале «Сандэнс».
- 2015 — призы зрительских симпатий на Сиднейском кинофестивале и кинофестивале в Салониках.
- 2015 — приз за лучшую режиссуру на кинофестивале в Сиэтле (Альфонсо Гомес-Рехон).
- 2016 — премия Американского общества специалистов по кастингу за лучший кастинг для комедийного фильма (Анджела Демо).
- 2016 — номинация на премию Американской ассоциации монтажёров за лучший монтаж комедийного фильма (Дэвид Трахтенберг).
- 2016 — номинация на премию Critics' Choice Movie Awards лучшему молодому актёру или актрисе (Рональд Сайлер).
- 2016 — три номинации на премию «Империя»: лучшая комедия, лучший актёр-дебютант (Томас Манн), лучшая актриса дебютантка (Оливия Кук).
- 2016 — номинация на премию «Независимый дух» за лучший первый сценарий (Джесси Эндрюс).